# Psalm 140

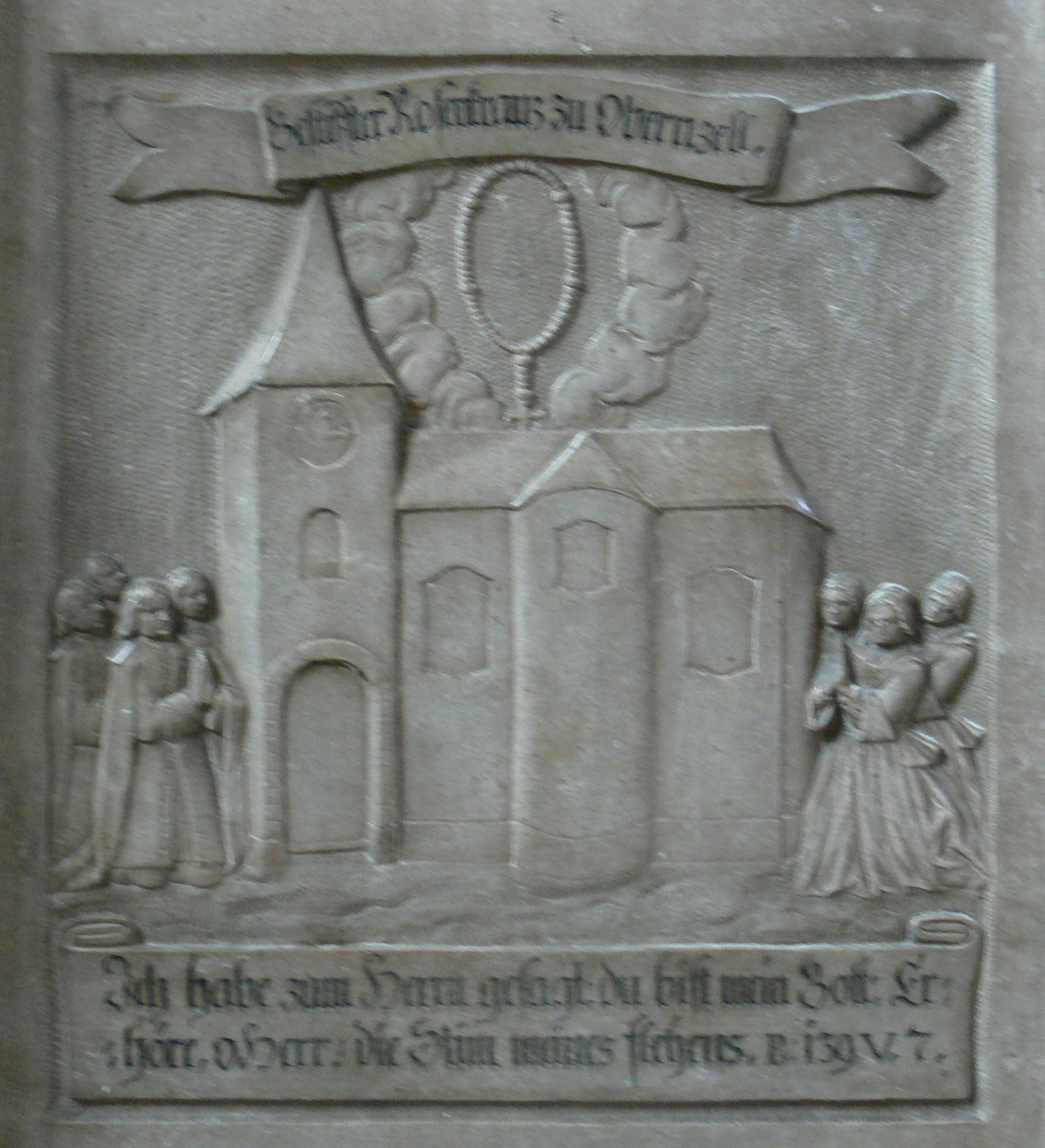
Epitaph in der Stadtpfarrkirche St. Paul in Passau mit dem 7. Vers von Psalm 140

Der 140. Psalm ist ein biblischer Psalm aus dem  fünften Buch des Psalters. Es handelt sich dabei um einen Bittpsalm, der zur Gruppe der Davidpsalmen gehört.

## Inhalt
Der Psalmbeter sieht sich durch Verleumdung verfolgt und bittet um den Schutz Gottes. Er bittet um die Bestrafung seiner Verfolger, stellt diese aber Gott anheim und nicht menschlicher Rache. Er bekennt, dass der HERR der Verteidiger der Schutzlosen ist.